# Nanami Yanagawa
Nanami Yanagawa (n. 6 ianuarie 2002, Prefectura Kanagawa, Japonia) este o fostă membră din Country Musume și Juice=Juice. Ea a debutat prima dată în Hello! Pro Kenshuusei în 2015, doar pentru câteva luni, apoi a debutat în Country Musume cu Musubu Funaki. A debutat și in Juice=Juice cu Ruru Danbara.

## Profil
- Nume: Nanami Yanagawa
- Poreclele: Yanamin, Na-chan
- Data nașterii: 6 ianuarie 2002
- Locul nașterii: Kanagawa, Japonia
- Tipul de sânge: A
- Înălțime: 146cm
- Hobby-uri: citirea, cântatul, colectarea de lucruri drăguțe
- Culoarea preferată: roz

## Trivia
- Genurile ei preferate de muzică sunt jazz și J-pop.
- Materia ei preferată este matematica.
- Ea este prietenă bună cu Karin Miyamoto, Ruru Danbara și Musubu Funaki.
- Este prima din generația ei din Hello! Pro Kenshuusei, care a promovat.

## Trupe
- Hello! Pro Kenshuusei
- Country Musume
- Juice=Juice

## Vezi și
- Country Musume
- Juice=Juice
- Karin Miyamoto